# Acacia ortegae
Acacia ortegae é uma espécie de leguminosa do gênero Acacia, pertencente à família Fabaceae.